# Grand Prix-wegrace van Duitsland 1961
De Grand Prix-wegrace van Duitsland 1961 was de tweede Grand Prix van het wereldkampioenschap wegrace in het seizoen 1961. De races werden verreden op 14 mei 1961 op de Hockenheimring nabij Hockenheim. Alle klassen kwamen aan de start, maar voor de 350cc-klasse en de 500cc-klasse was dit de opening van het seizoen.

## Algemeen
Behalve de vijf WK-klassen kende de Duitse Grand Prix ook een wedstrijd om de Coupe d' Europe voor 50cc-machines. Deze race werd gewonnen door de Joegoslaaf Miro Zelnik op een Tomos. Er waren 120.000 toeschouwers. De vernieuwing in de racerij werd duidelijk met overwinningen van de Oostblokmerken Jawa en MZ en van Honda. Voor het eerst won een Japanse coureur een WK-race. Mike Hailwood had inmiddels een 125- en een 250cc-Honda gehuurd, maar was er nog niet succesvol mee. De Grand Prix moest het doen zonder de zijspan-coryfeeën Helmut Fath en Florian Camathias. Zij hadden in verschillende wedstrijden ongelukken gehad, waarbij de bakkenisten Alfred Wohlgemuth en Hilmar Cecco het leven verloren en beide rijders ernstig gewond raakten.

## 500cc-klasse
Nadat hij zowel in de 250- als in de 350cc-race was uitgevallen won Gary Hocking met zijn MV Agusta 500 4C de 500cc-race overtuigend. Hij zette het hele veld op minstens een ronde, wat een voorsprong van bijna acht kilometer betekende. Frank Perris reed zijn Norton 30M naar de tweede plaats en Hans-Günther Jäger (BMW) werd derde.
| Pos | Coureur            | Merk      | Tijd      | Punten |
| --- | ------------------ | --------- | --------- | ------ |
| 1   | Gary Hocking       | MV Agusta | 1:07"03'1 | 8      |
| 2   | Frank Perris       | Norton    | +1 ronde  | 6      |
| 3   | Hans-Günther Jäger | BMW       | +1 ronde  | 4      |
| 4   | Mike Hailwood      | Norton    | +1 ronde  | 3      |
| 5   | Ernst Hiller       | Matchless | +1 ronde  | 2      |
| 6   | Lothar John        | BMW       | +1 ronde  | 1      |
| 7   | Vernon Cottle      | Norton    | +2 ronden |        |
| 8   | Roland Föll        | Matchless | +3 ronden |        |
| 9   | Klaus Hamelmann    | Norton    | +3 ronden |        |
| 10  | Heinz Kauert       | Matchless | +3 ronden |        |
| 11  | Peter Horton       | Norton    | +3 ronden |        |
| 12  | Jacques Insermini  | Norton    |           |        |

| Coureur          | Merk   | Oorzaak |
| ---------------- | ------ | ------- |
| Alois Huber      | BMW    |         |
| Hans Pesl        | Norton |         |
| Karl Hoppe       | Norton |         |
| Karl Recktenwald | Norton |         |
| Rudolf Gläser    | Norton |         |
| Geoff Tanner     | Norton |         |
| Ralph Rensen     | Norton |         |
| Paddy Driver     | Norton |         |

| Coureur              | Merk      | Oorzaak |
| -------------------- | --------- | ------- |
| Eduardo Salatino     | Norton    |         |
| Jorge Kissling       | Matchless |         |
| Juan Carlos Salatino | Norton    |         |
| Juan Perkins         | Norton    |         |
| Bert Schneider       | Norton    |         |
| Jack Findlay         | Norton    |         |
| Ron Miles            | Norton    |         |
| Tom Phillis          | Norton    |         |
| Mike Duff            | Matchless |         |
| Fritz Messerli       | Matchless |         |
| Gyula Marsovszky     | Norton    |         |
| Anssi Resko          | Norton    |         |
| Antoine Paba         | Norton    |         |
| Alistair King        | Norton    |         |
| Bob McIntyre         | Norton    |         |
| John Farnsworth      | Norton    |         |
| Peter Chatterton     | Norton    |         |
| Phil Read            | Norton    |         |
| Ron Langston         | Matchless |         |
| Tom Thorp            | Norton    |         |
| Tony Godfrey         | Norton    |         |
| Alberto Pagani       | Norton    |         |
| Peter Pawson         | Norton    |         |
| Horacio Costa        | Norton    |         |

### Top tien tussenstand 500cc-klasse
Conform wedstrijduitslag

## 350cc-klasse
Nadat Gary Hocking met de MV Agusta 350 4C uit was gevallen, was de weg vrij voor de Jawa's. František Šťastný won de race voor zijn team- en landgenoot Gustav Havel, die daarmee sterk debuteerde in het wereldkampioenschap. Drie rijders reden de nieuwe Bianchi-tweecilinders: Bob McIntyre, Ernesto Brambilla en Gilberto Milani, maar ze vielen allemaal uit.
| Pos | Coureur           | Merk   | Tijd     | Punten |
| --- | ----------------- | ------ | -------- | ------ |
| 1   | František Šťastný | Jawa   | 51"14'4  | 8      |
| 2   | Gustav Havel      | Jawa   | +46'3    | 6      |
| 3   | Rudi Thalhammer   | Norton | +1"17'2  | 4      |
| 4   | Ralph Rensen      | Norton | +1"33'9  | 3      |
| 5   | Hans Pesl         | Norton | +1"34'4  | 2      |
| 6   | Frank Perris      | Norton | +2"18'7  | 1      |
| 7   | Karl Hoppe        | AJS    | +1 ronde |        |
| 8   | Jack Findlay      | Norton | +1 ronde |        |
| 9   | Geoff Tanner      | Norton | +1 ronde |        |
| 10  | Andreas Klaus     | Norton | +1 ronde |        |

| Coureur           | Merk      | Oorzaak |
| ----------------- | --------- | ------- |
| Bob McIntyre      | Bianchi   |         |
| Ernesto Brambilla | Bianchi   |         |
| Gilberto Milani   | Bianchi   |         |
| Gary Hocking      | MV Agusta |         |

| Coureur       | Merk      | Oorzaak      |
| ------------- | --------- | ------------ |
| Mike Hailwood | MV Agusta | Geen machine |

| Coureur          | Merk    |
| ---------------- | ------- |
| Bert Schneider   | Norton  |
| Mike Duff        | AJS     |
| Alan Shepherd    | AJS     |
| Alistair King    | Bianchi |
| Derek Minter     | Norton  |
| Phil Read        | Norton  |
| Ron Langston     | AJS     |
| Roy Ingram       | Norton  |
| Tommy Robb       | AJS     |
| Silvio Grassetti | Benelli |
| Hugh Anderson    | Norton  |

### Top tien tussenstand 350cc-klasse
Conform wedstrijduitslag

## 250cc-klasse
In de 250cc-race viel Gary Hocking met zijn MV Agusta 250 Bicilindrica uit. De Honda-rijders Kunimitsu Takahashi en Jim Redman profiteerden daar wellicht van. Zij finishten binnen een halve seconde van elkaar en acht seconden voor Tarquinio Provini op zijn Moto Morini 250 Bialbero. De MZ RE 250's van Ernst Degner, Alan Shepherd en Hans Fischer bleven daar ruim achter.

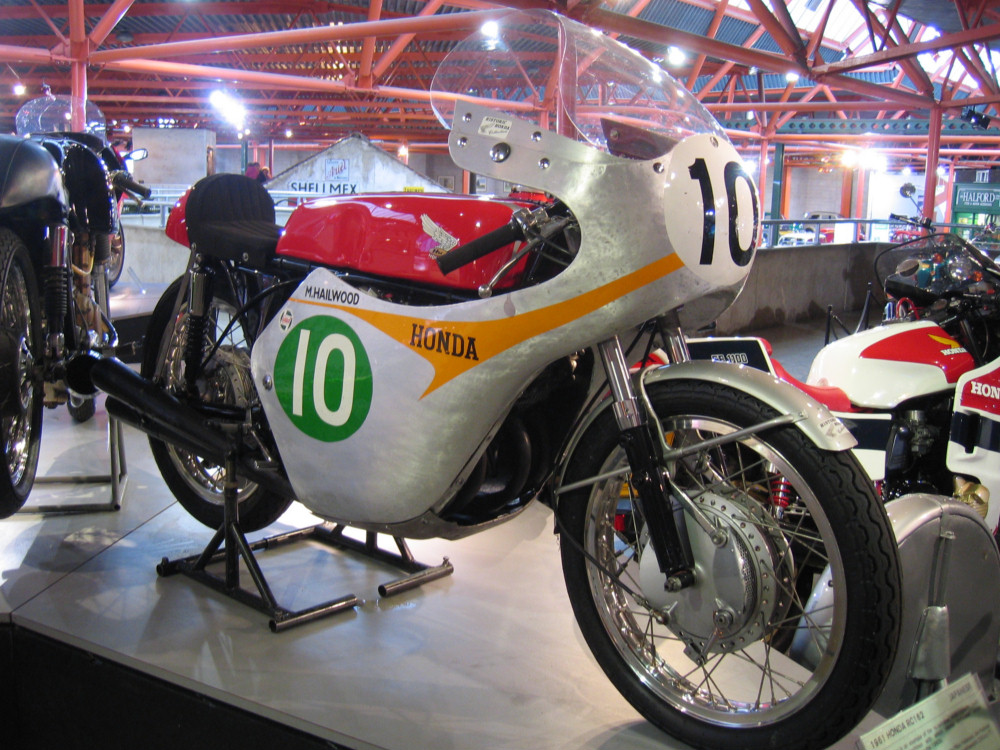
250cc-Honda RC 162

| Pos | Coureur             | Merk    | Tijd      | Punten |
| --- | ------------------- | ------- | --------- | ------ |
| 1   | Kunimitsu Takahashi | Honda   | 49"43'6   | 8      |
| 2   | Jim Redman          | Honda   | +0'4      | 6      |
| 3   | Tarquinio Provini   | Morini  | +4'8      | 4      |
| 4   | Ernst Degner        | MZ      | +53'6     | 3      |
| 5   | Alan Shepherd       | MZ      | +2"13'5   | 2      |
| 6   | Hans Fischer        | MZ      | +2"14'0   | 1      |
| 7   | Silvio Grassetti    | Benelli | +2"14'5   |        |
| 8   | Mike Hailwood       | Honda   | +1 ronde  |        |
| 9   | Helmut Weber        | MZ      | +1 ronde  |        |
| 10  | Gustav Havel        | Jawa    | +2 ronden |        |

| Coureur      | Merk      | Oorzaak    |
| ------------ | --------- | ---------- |
| Gary Hocking | MV Agusta | Mechanisch |

| Coureur          | Merk   | Oorzaak |
| ---------------- | ------ | ------- |
| Fumio Ito        | Yamaha | [ 3 ]   |
| Yoshikazu Sunako | Yamaha | [ 3 ]   |

| Coureur           | Merk  |
| ----------------- | ----- |
| Tom Phillis       | Honda |
| Luigi Taveri      | Honda |
| František Šťastný | Jawa  |
| Werner Musiol     | MZ    |
| Bob McIntyre      | Honda |
| Dan Shorey        | NSU   |
| Naomi Taniguchi   | Honda |
| Sadao Shimazaki   | Honda |

### Top tien tussenstand 250cc-klasse
| Pos | Coureur             | Merk      | Ptn |
| --- | ------------------- | --------- | --- |
| 1   | Jim Redman          | Honda     | 9   |
| 2   | Gary Hocking        | MV Agusta | 8   |
| 2   | Kunimitsu Takahashi | Honda     | 8   |
| 4   | Tom Phillis         | Honda     | 6   |
| 5   | Silvio Grassetti    | Benelli   | 4   |
| 5   | Tarquinio Provini   | Morini    | 4   |
| 7   | Ernst Degner        | MZ        | 3   |
| 7   | Hans Fischer        | MZ        | 3   |
| 9   | Alan Shepherd       | MZ        | 2   |
| 10  | Dan Shorey          | NSU       | 1   |

## 125cc-klasse
Honda had de GP van Spanje nog gewonnen, maar kon nu geen vuist maken tegen de MZ RE 125's. Ernst Degner won voor zijn teamgenoten Alan Shepherd, Walter Brehme en Hans Fischer. Pas op de vijfde plaats eindigde Luigi Taveri met een Honda RC 144. Dit was de enige keer dat Honda de RC 144 met een lange slag inzette. Honda beschouwde deze machine na de tegenvallende uitslag als "unfortunate bike" en hij verdween in het museum.
| Pos | Coureur             | Merk    | Tijd     | Punten |
| --- | ------------------- | ------- | -------- | ------ |
| 1   | Ernst Degner        | MZ      | 43"53'0  | 8      |
| 2   | Alan Shepherd       | MZ      | +23'3    | 6      |
| 3   | Walter Brehme       | MZ      | +23'3    | 4      |
| 4   | Hans Fischer        | MZ      | +1"28'8  | 3      |
| 5   | Luigi Taveri        | Honda   | +1"29'3  | 2      |
| 6   | Kunimitsu Takahashi | Honda   | +2"10'4  | 1      |
| 7   | Jim Redman          | Honda   | +2"23'7  |        |
| 8   | Helmut Assmann      | MZ      | +2"36'9  |        |
| 9   | John Grace          | Bultaco | +3"02'7  |        |
| 10  | Stanislav Malina    | ČZ      | +1 ronde |        |

| Coureur             | Merk    |
| ------------------- | ------- |
| Héctor Pochettino   | Bultaco |
| Tom Phillis         | Honda   |
| Werner Musiol       | MZ      |
| Ricardo Quintanilla | Bultaco |
| Mike Hailwood       | EMC     |
| Phil Read           | EMC     |
| Ralph Rensen        | Bultaco |
| Rex Avery           | EMC     |
| László Szabó        | MZ      |
| Naomi Taniguchi     | Honda   |
| Sadao Shimazaki     | Honda   |
| Teisuke Tanaka      | Honda   |
| Ulf Svensson        | Ducati  |

### Top tien tussenstand 125cc-klasse
| Pos | Coureur             | Merk    | Ptn |
| --- | ------------------- | ------- | --- |
| 1   | Ernst Degner        | MZ      | 14  |
| 2   | Tom Phillis         | Honda   | 8   |
| 3   | Alan Shepherd       | MZ      | 6   |
| 4   | Walter Brehme       | MZ      | 4   |
| 4   | Jim Redman          | Honda   | 4   |
| 6   | Hans Fischer        | MZ      | 3   |
| 6   | Mike Hailwood       | EMC     | 3   |
| 8   | John Grace          | Bultaco | 2   |
| 8   | Luigi Taveri        | Honda   | 2   |
| 10  | Ricardo Quintanilla | Bultaco | 1   |
| 10  | Kunimitsu Takahashi | Honda   | 1   |

## Zijspanklasse
De zijspanrace begon zonder Florian Camathias en Helmut Fath, die het hele jaar door verwondingen niet meer konden starten. Max Deubel/Emil Hörner wonnen de race ruim voor Fritz Scheidegger/Horst Burkhardt en Otto Kölle/Dieter Hess.
| Pos | Coureur           | Bakkenist          | Merk | Tijd    | Punten |
| --- | ----------------- | ------------------ | ---- | ------- | ------ |
| 1   | Max Deubel        | Emil Hörner        | BMW  | 35"56'2 | 8      |
| 2   | Fritz Scheidegger | Horst Burkhardt    | BMW  | +25'9   | 6      |
| 3   | Otto Kölle        | Dieter Hess        | BMW  | +39'0   | 4      |
| 4   | August Rohsiepe   | Lothar Böttcher    | BMW  | +1"30'1 | 3      |
| 5   | Arsenius Butscher | Manfred Ludwigkeit | BMW  | +1"30'1 | 2      |
| 6   | Loni Neußner      | Fritz Reitmaier    | BMW  |         | 1      |

| Coureur           | Bakkenist             | Merk | Oorzaak |
| ----------------- | --------------------- | ---- | ------- |
| Helmut Fath       | Alfred Wohlgemuth (†) | BMW  | [ 4 ]   |
| Florian Camathias | Hilmar Cecco (†)      | BMW  | [ 5 ]   |

| Coureur               | Bakkenist       | Merk      |
| --------------------- | --------------- | --------- |
| Edgar Strub           | Kurt Huber      | BMW       |
| Henry Curchod         | Armand Beyeler  | BMW       |
| Heinz Luthringshauser | Heiner Vester   | BMW       |
| Jo Rogliardo          | Marcel Godillot | BMW       |
| Charlie Freeman       | Billie Nelson   | Norton    |
| Chris Vincent         | John Thornton   | BSA       |
| Colin Seeley          | Wally Rawlings  | Matchless |
| Jackie Beeton         | Eddie Bulgin    | Norton    |
| Pip Harris            | Ray Campbell    | BMW       |

### Top tien tussenstand zijspanklasse
| Pos | Coureur               | Bakkenist             | Merk | Ptn |
| --- | --------------------- | --------------------- | ---- | --- |
| 1   | Fritz Scheidegger     | Horst Burkhardt       | BMW  | 12  |
| 2   | Max Deubel            | Emil Hörner           | BMW  | 8   |
| 2   | Helmut Fath           | Alfred Wohlgemuth (†) | BMW  | 8   |
| 4   | Arsenius Butscher     | Manfred Ludwigkeit    | BMW  | 5   |
| 5   | Otto Kölle            | Dieter Hess           | BMW  | 4   |
| 5   | Edgar Strub           | Kurt Huber            | BMW  | 4   |
| 7   | August Rohsiepe       | Lothar Böttcher       | BMW  | 3   |
| 8   | Heinz Luthringshauser | Heiner Vester         | BMW  | 2   |
| 9   | Loni Neußner          | Fritz Reitmaier       | BMW  | 1   |
| 9   | Jo Rogliardo          | Marcel Godillot       | BMW  | 1   |

1925 · 1926 · 1927 · 1928 · 1929 · 1930 · 1931 · 1933 · 1934 · 1935 · 1936 · 1937 · 1938 · 1939 · 1949 · 1950 · 1951 · 1952 · 1953 · 1954 · 1955 · 1956 · 1957 · 1958 · 1959 · 1960 · 1961 · 1962 · 1963 · 1964 · 1965 · 1966 · 1967 · 1968 · 1969 · 1970 · 1971 · 1972 · 1973 · 1974 · 1975 · 1976 · 1977 · 1978 · 1979 · 1980 · 1981 · 1982 · 1983 · 1984 · 1985 · 1986 · 1987 · 1988 · 1989 · 1990 · 1991 · 1992 · 1993 · 1994 · 1995 · 1996 · 1997 · 1998 · 1999 · 2000 · 2001 · 2002 · 2003 · 2004 · 2005 · 2006 · 2007 · 2008 · 2009 · 2010 · 2011 · 2012 · 2013 · 2014 · 2015 · 2016 · 2017 · 2018 · 2019 · 2021 · 2022 · 2023 · 2024 · 2025